# St. Peter und Paul (Fretterode, römisch-katholisch)

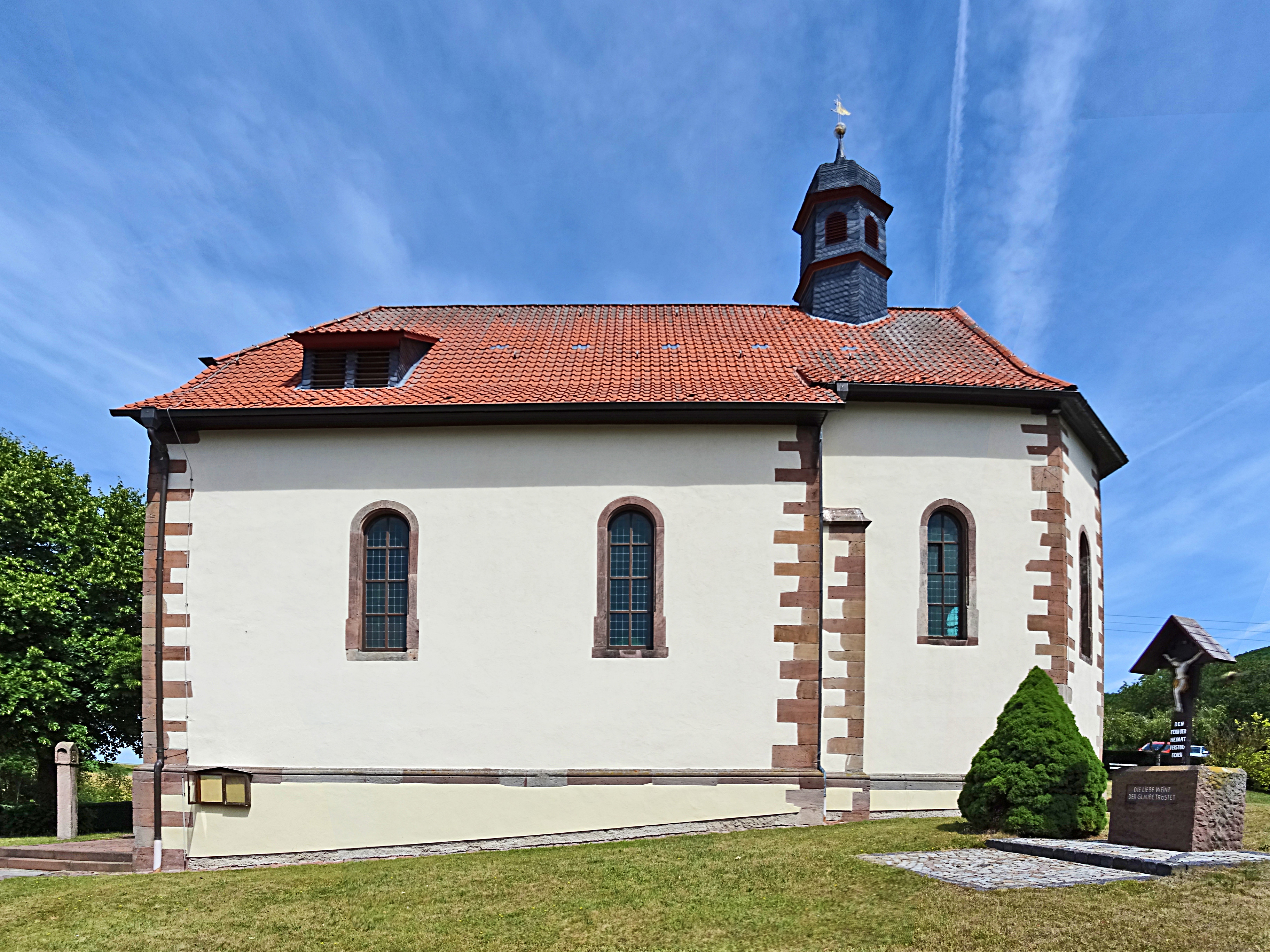
Fretterode, katholische Kirche St. Peter und Paul

Die römisch-katholische Filialkirche St. Peter und Paul steht in Fretterode im thüringischen Landkreis Eichsfeld. Sie ist Filialkirche der Pfarrei St. Matthäus Arenshausen im Dekanat Heiligenstadt des Bistums Erfurt. Sie trägt das Patrozinium der heiligen Peter und Paul.

## Geschichte und Bauwerk

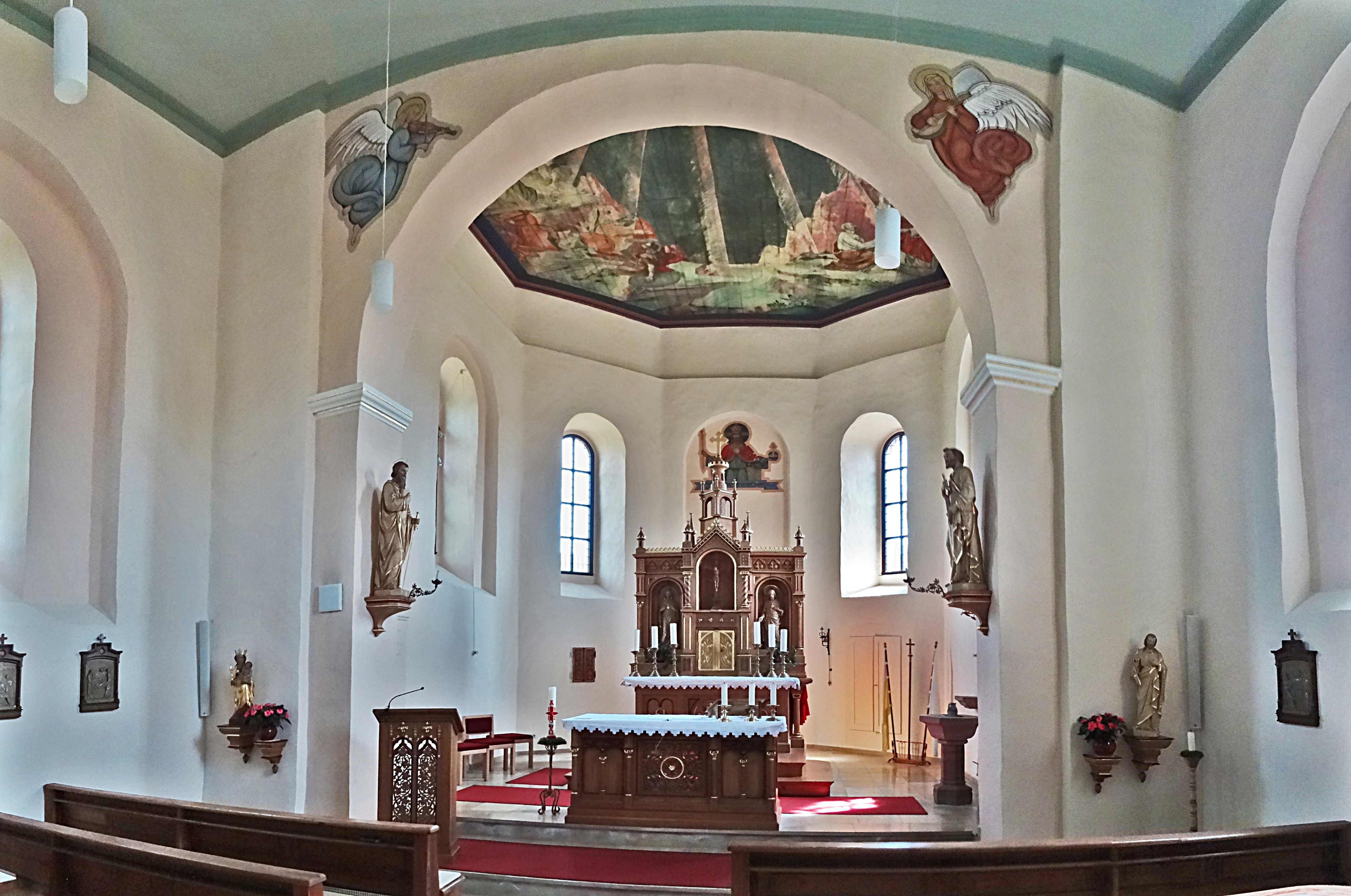
Innenansicht

Das Gotteshaus, ein rechteckiger Saalbau mit eingezogenem Chor und Dachreiter, wurde in der Zeit von 1680 bis 1684 errichtet. Die Weihe erfolgte im Juni 1685 durch Weihbischof Johann Daniel Gudenus aus Erfurt.
Das neuromanische Hochaltar-Retabel mit einem turmartigen Aufbau und einem zentralen Kruzifixus, flankiert von Herz-Jesu- und Herz-Mariä-Statuen in Rundbogennischen, entstand 1893.
Skulpturen Marias mit dem Kind (Holz, um 1900), des Evangelisten Matthäus (Holz, 15. Jahrhundert) und der Kreuzwegstationen (um 1900) schmücken das Gotteshaus.
1928 schuf Norbert Krohmer die Deckenbemalung mit den Szenen Christus mit Kreuz, Übergabe der Schlüssel an Petrus und Bekehrung des Saulus.
Die Glocken wurden 1922 in Bremen und 1955 in Apolda gegossen.
Die Orgel mit 8 Registern, verteilt auf ein Manual und ein Pedal, wurde im 19. Jahrhundert von Knauf & Sohn geschaffen.
Renovierungen erfolgten 1980 und 2002.